# Земеделие
 Тази статия е за стопанската дейност.  За държавната институция в България вижте Държавен фонд „Земеделие“.  
Земеделието е системата от процеси за отглеждане на културни растения.
С понятието земеделие се означава също и голяма група аграрни науки, които изследват различните страни на системата културно растение – абиотични екологични условия – биотични екологични условия. Изследвания по аграрни науки в България се провеждат в системата на Националния център за аграрни науки (НЦАН) – София, някои институти към Българската академия на науките (БАН) и в няколко университета: Аграрен университет – Пловдив, Лесотехнически университет – София, Тракийски университет – Стара Загора.

## Други
На земеделието е наречени улиците „Земеделска“ в квартал „Овча купел“ (Карта) и в кварталите „Филиповци“ и „Република“ (Карта) в София.